# 包石铁路
包石铁路，是一条位于内蒙古自治区包头市境内的铁路。线路全长约38公里，其中二道沙河站至石拐站约30公里。包石铁路通过包环铁路与京包铁路、包兰铁路等铁路干线相连，包石铁路全线共有车站5座，其中两座车站为包环线车站，分别为包头东站和二道沙河站，其他三座车站为红峰岭站、后坝站、石拐站。其中红峰岭车站两线没有站台，后坝车站三线只有一货运站台，石拐站七线一客运站台一货运站台。

## 历史
1938年7月，日本为运出石拐煤矿资源，组建大青山煤炭股份有限公司包头矿物所。投资7亿日元，开工修筑包头至石拐铁路支线，全长43.19公里。称为“大青山线”。设包头东站、榆树沟站（今鸡毛窑子西南侧废墟遗址）、后坝、石拐等站，1940年建成通车，年运输能力为25万吨。1945年8月日本投降前又将该线拆除。
1955年冬天，为了解决包头钢铁公司、呼和浩特和包头地区工业及民用煤的需要，铁道部决定修复包石铁路线。第三工程局负责设计和施工。全线利用旧有线路，占全长53%；改善旧有线路占22%，新建线路占25%，按I级专用线标准设计。1956年3月开工修建，因工期紧迫，重点桥梁及土石方采用机械化施工法。1956年10月底铺轨至石拐子站（旧石拐），随即办理临时营业。1956年12月通车至水磨滩站（後改為石拐火车站，今廢棄）。全长31.7公里。线路行经河谷地带，穿越大东沟、石拐沟分水岭，河道弯多水急，线路随河就弯，逢沟设桥，桥涵数量达到每公里4座，半径250米的曲线占到总长度的30%。1955年至1963年，由包头矿务局投资1513万元，包头铁路筑路队和包头矿务局铁路维修队施工，修建的大磁、大发、白狐沟、五当沟、化工厂铁路专用线及石拐编组站相继完成，至此，石拐矿区铁路基本形成，全长约24公里。
全线地势走向从二道沙河至后坝车站海拔逐渐升高，后坝车站至石拐站海拔逐渐降低。为了防止重车较多的上行方向列车制动失效颠覆出轨，在红峰岭车站上行出站方向设有避难线。
本线主要货源为包头矿务局煤矿运出，包头矿务局破产后货源极少。本线也曾有早晚两对包头东至石拐客运列车，后客流减少停运一对，2008年左右因为本线停运，客运业务全部停办。现在全线停运，只有车站留有值班留守人员。